# 五柳駅
五柳駅（オリュえき）は、かつて大韓民国全羅北道任実郡にあった韓国鉄道公社全羅線の駅である。

## 歴史
- 1931年10月1日：開業
- 2004年8月5日：廃止